# Kamil Kopúnek
Kamil Kopúnek (Trnava, 18 de mayo de 1984) es un futbolista eslovaco. Juega de centrocampista defensivo y su actual equipo es el AS Bisceglie de Italia. También es internacional absoluto con la selección de fútbol de Eslovaquia.

## Trayectoria
Kopúnek ha jugado desde joven en las categorías inferiores del FC Spartak Trnava de su ciudad natal. Subió al primer equipo del club con 17 años en enero de 2002, debutando en la primavera del mismo año. En su primer encuentro fue expulsado al recibir una tarjeta roja. Actualmente es el capitán del equipo, desde octubre de 2009.

## Selección de Eslovaquia
Representó a Eslovaquia en la Copa Mundial de Fútbol Juvenil de 2003 para equipos Sub-20, disputada en los Emiratos Árabes Unidos. El debut en la selección absoluta lo hizo en marzo de 2006, en un partido amistoso contra Francia. Su primer gol como internacional lo anotó frente a Camerún en mayo de 2010, y el mismo año formó parte del equipo eslovaco en la Copa Mundial de Fútbol de 2010 de Sudáfrica. En dicho torneó anotó el tercer gol de su equipo frente a Italia, en la victoria que clasificó a Eslovaquia para los octavos de final.

### Participaciones en Copas del Mundo
| Mundial                        | Sede      | Resultado        |
| ------------------------------ | --------- | ---------------- |
| Copa Mundial de Fútbol de 2010 | Sudáfrica | Octavos de final |

## Clubes
| Club                 | País            | Año       |
| -------------------- | --------------- | --------- |
| Spartak Trnava       | Eslovaquia      | 2002-2010 |
| FC Saturn            | Rusia           | 2010      |
| AS Bari              | Italia          | 2011      |
| ŠK Slovan Bratislava | Eslovaquia      | 2012-2013 |
| Ravan Baku FK        | Azerbaiyán      | 2014      |
| Szombathelyi Haladás | Hungría         | 2014      |
| Zbrojovka Brno       | República Checa | 2015      |
| FC Tatabánya         | Hungría         | 2015-2017 |
| Törökbálinti TC      | Hungría         | 2017      |
| FK Poprad            | Eslovaquia      | 2017-2018 |
| AS Bisceglie         | Italia          | 2018-     |